# Smilax irrorata
Smilax irrorata är en enhjärtbladig växtart som beskrevs av Carl Friedrich Philipp von Martius och August Heinrich Rudolf Grisebach. Smilax irrorata ingår i släktet Smilax och familjen Smilacaceae. Inga underarter finns listade.